# Японська кольчуга

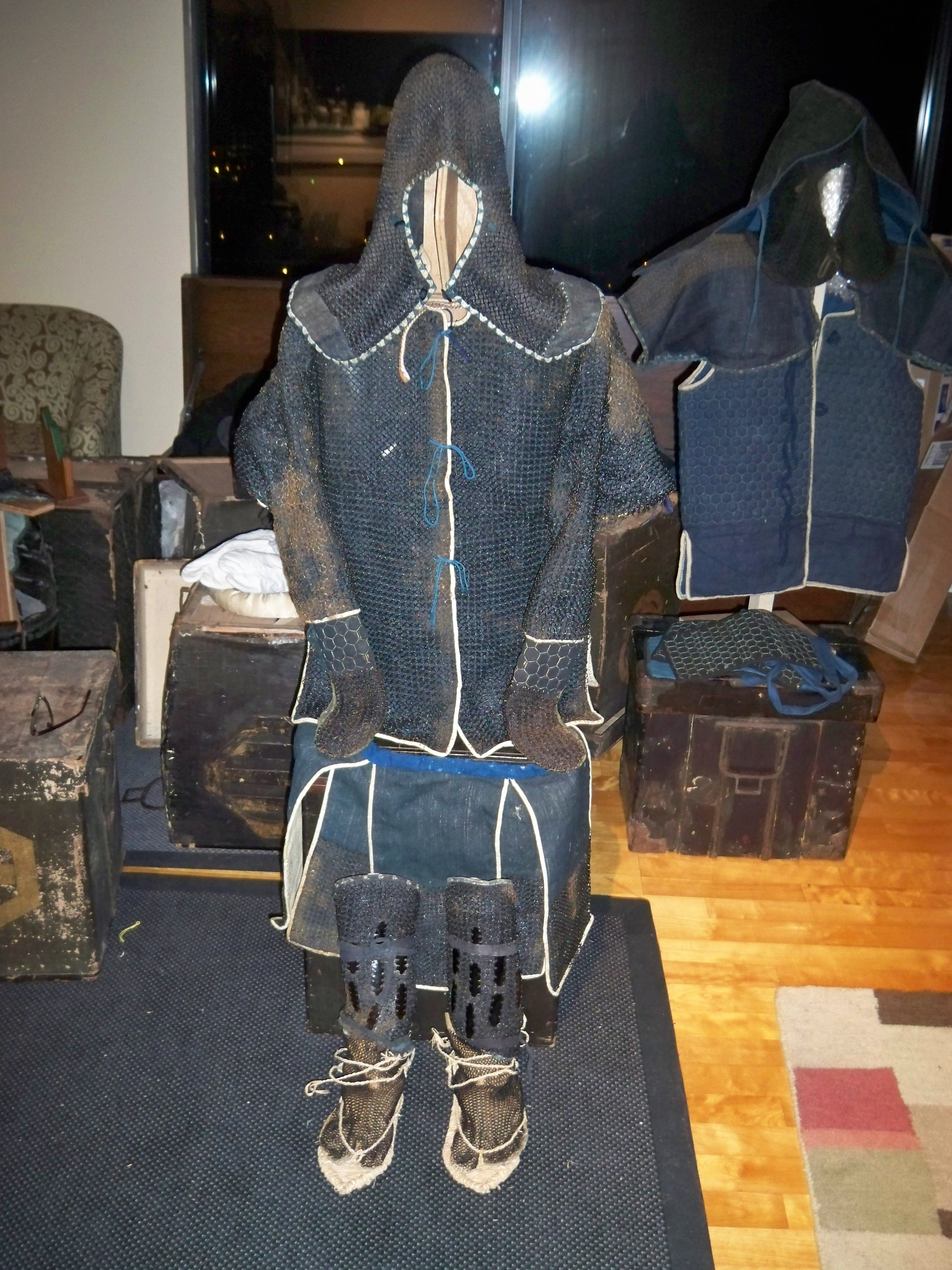
Японська (самурайська) кольчуга (або Кусарі Гусоку)періоду Едо

Японська кольчуга, або Кусарі гусоку (ланцюгова броня) (鎖 具足) — японський варіант кольчуги. Кусарі — це тип обладунків, що застосовувався самураями та їх підлеглими у феодальній Японії. Коли слово кусарі використовується разом з броньованим предметом, це зазвичай означає, що кольчуга становить більшу частину бронезахисту.

## Історія та опис

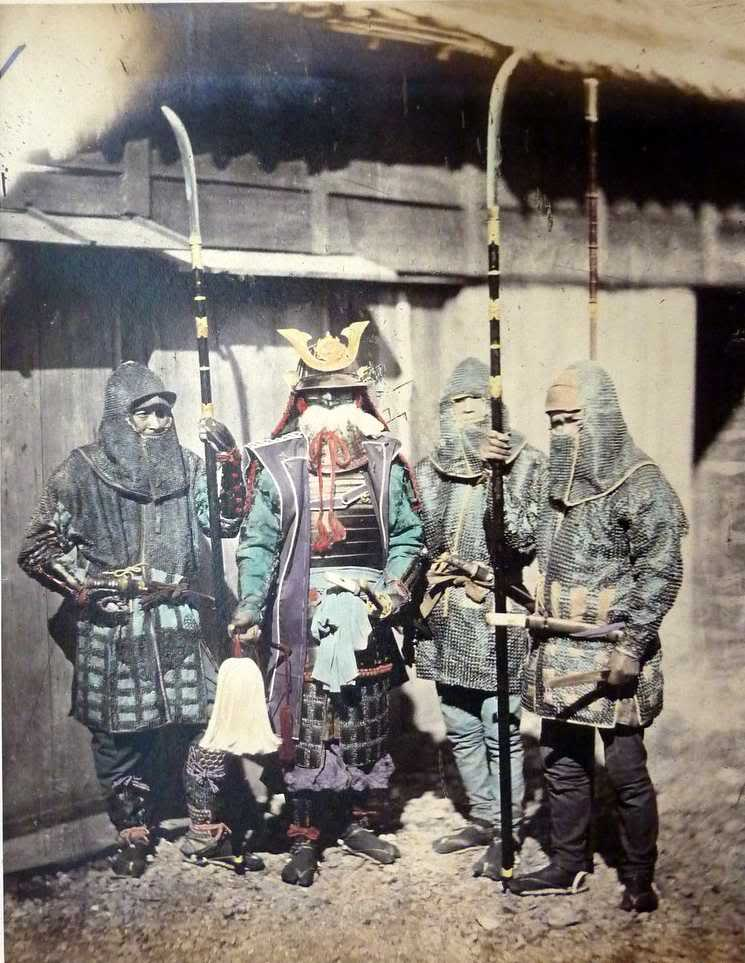
Рідкісна фотографія 1800-х років, на якій зображено кусарі катабіра (куртки з ланцюговою бронею) та хачі гане (захисники чола) з одягненими кусарі шикоро (ланцюгові броньові накладки).

У японців було більше різновидів об'єднуючої броні, ніж у всьому іншому світі разом. Кусарі використовувався в самурайських обладунках принаймні з часів монгольських вторгнень (1270-ті рр.), Але особливо з періоду Намбокутьо (1336—1392). Кусарі, як правило, виготовляли з кільцями, які були набагато меншими, ніж їхні європейські аналоги, а клаптики кусарі використовувались для з’єднання пластин та накриття вразливих областей, таких як пахви. Найчастіше самурайські обладунки могли бути виготовлені з японської кольчуги як основної захисної броні, а також із багатьох видів одягу, включаючи куртки, капюшони, рукавички, жилети, гомілки, плечі, стегна, навіть шкарпетки (кусарі табі). Кусарі-гусоку (ланцюгова броня) зазвичай використовувався в період Едо 1603—1868 рр.. За словами Джорджа Кемерона Стоуна: 
 "Повні обладунки об'єднаних кусарі-гусоку носили зрідка, іноді під звичайним одягом". 
 Протягом більшої частини періоду Едо традиційні обладунки здебільшого були передані в церемоніальне використання та як показ багатства, сили, класу та звання, тоді як легкі переносні обладунки та броньований одяг, такі як татамі та кусарі карабіра, все ще використовувались. Хоча великі битви залишились у минулому, але селянські повстання, конфлікти кланів, індивідуальні дуелі, спроби вбивства тощо свідчили, що самураї все ще потребували певного захисту. Самурайські поліцейські періоду Едо (мачі-ката дошин) носили одяг кусарі для захисту під час арешту, а Ян Боттомлі у своїй книзі "Зброя і обладунки самураїв: Історія зброї в Стародавній Японії" показує картину броні кусарі та згадує кусарі катабіра (ланцюгові куртки) із знімними рукавицями, яку носили представники поліції самураїв у період Едо. Кінець епохи самураїв у 1860-х рр., разом із забороною 1876 року носити мечі в громадських місцях, означав закінчення будь-якого практичного використання обладунків в Японії. Японія створила призовну армію, а уніформа замінила обладунки.

## Види кусарі
Японці застосовували багато різних методів переплетення, включаючи: квадратний візерунок 4-в-1 (гусарі), шестикутний шаблон 6-в-1 (хана гусарі) та європейський 4-в-1 (нанбан гусарі),  кріплення кусарі можна було подвоїти, а деякі види потроїти, намагаючись зробити кусарі стійким до куль. Кріплення були лаковані чорним кольором, щоб запобігти іржавленню, і завжди нашивались на підкладку з тканини або шкіри. Японську кольчугу іноді повністю приховували між шарами тканини.

### Заклепні кріплення
Заклепані кусарі були відомі і використовувались в Японії. У книзі «Японське озброєння та броня», написаній Х. Расселом Робінсоном, є зображення японських клепаних кусарі на сторінці 58. Ця цитата з перекладеного тексту з книги Сакакібари Козана 1800 року «Виробництво броні та касок у Японії шістнадцятого століття» показує, що японці не тільки знали і використовували клепані кусарі, але й виготовляли їх: 
 … каракурі-намбан (клепаний намбан), з міцними ланками і всі скріплені заклепками. Його винахід приписується учениці Фукусіми Дембей Кунітаки Ходзьо Ава но Камі Уджіфуса, але, як кажуть, це походить безпосередньо від зарубіжних моделей. Це складно, тому що зв’язки малі (біакуро-нагаші), а також вони мають гострі краї, тому що вони вибиті із залізної пластини. 

#### Заклепні кріплення

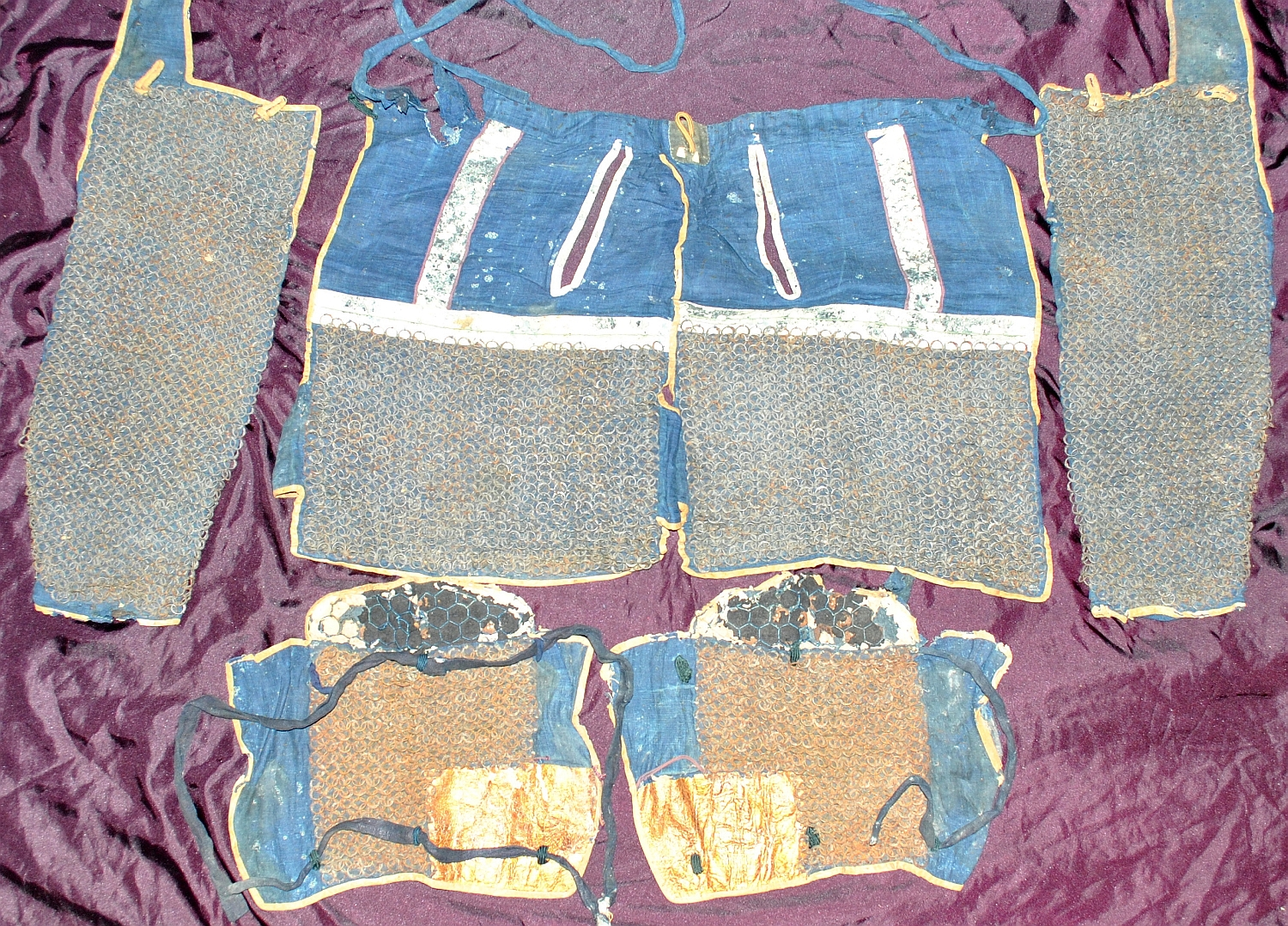
Заклепаний кусарі сангу.
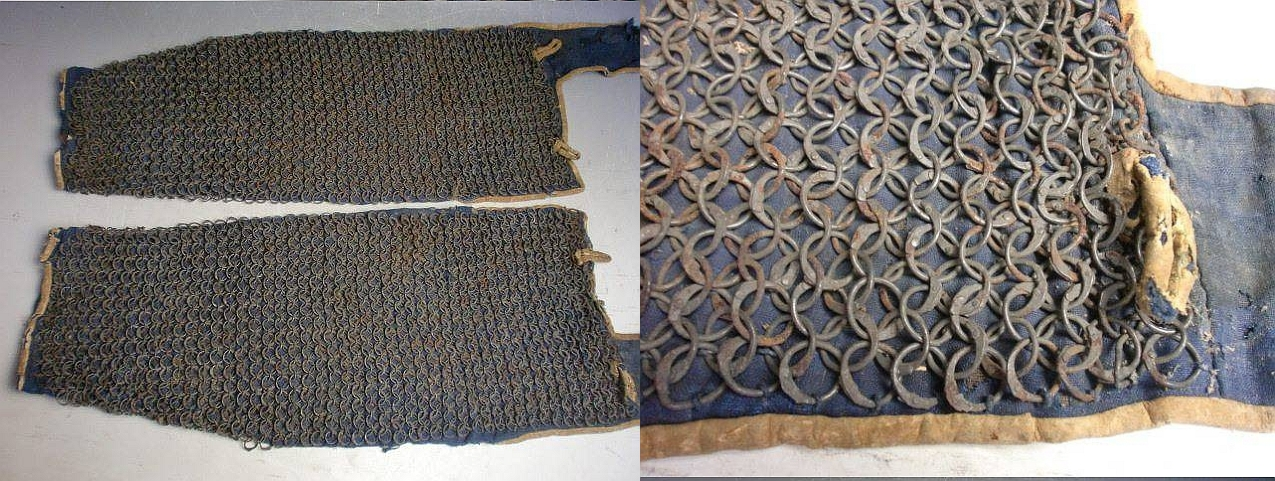
Клепані кусарі коте.
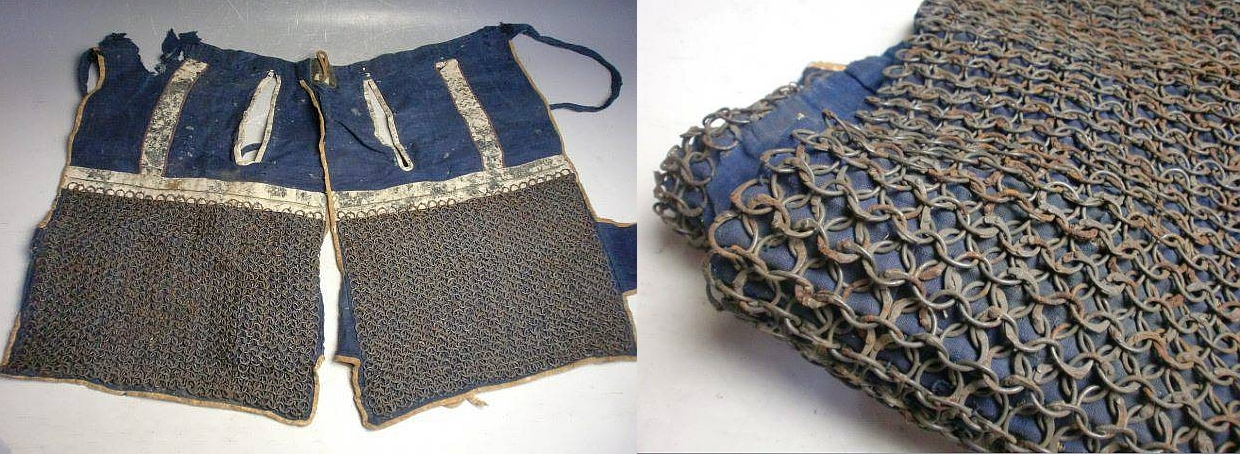
Заклепований кусарі хайдат.
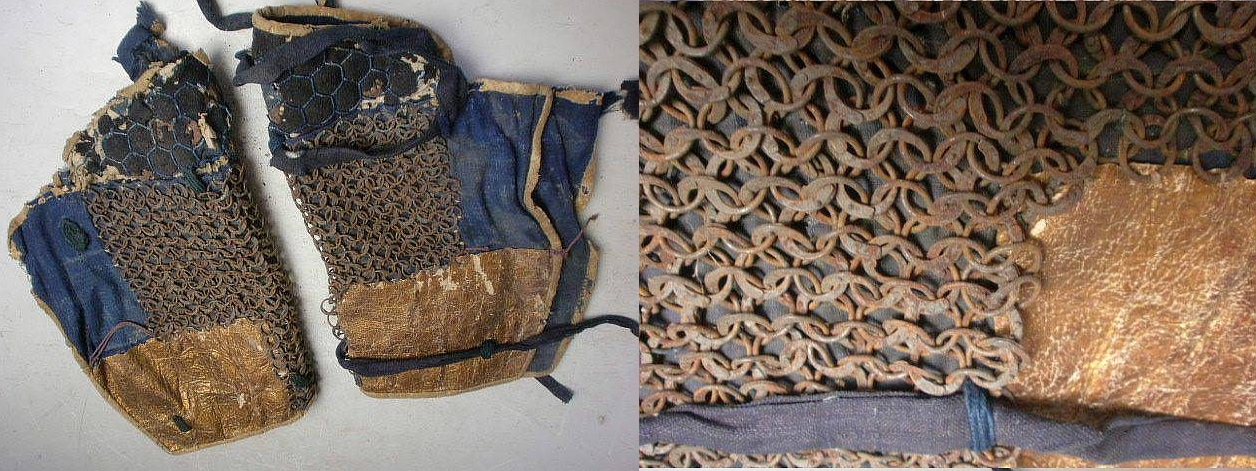
Заклепані кусарі suneate.
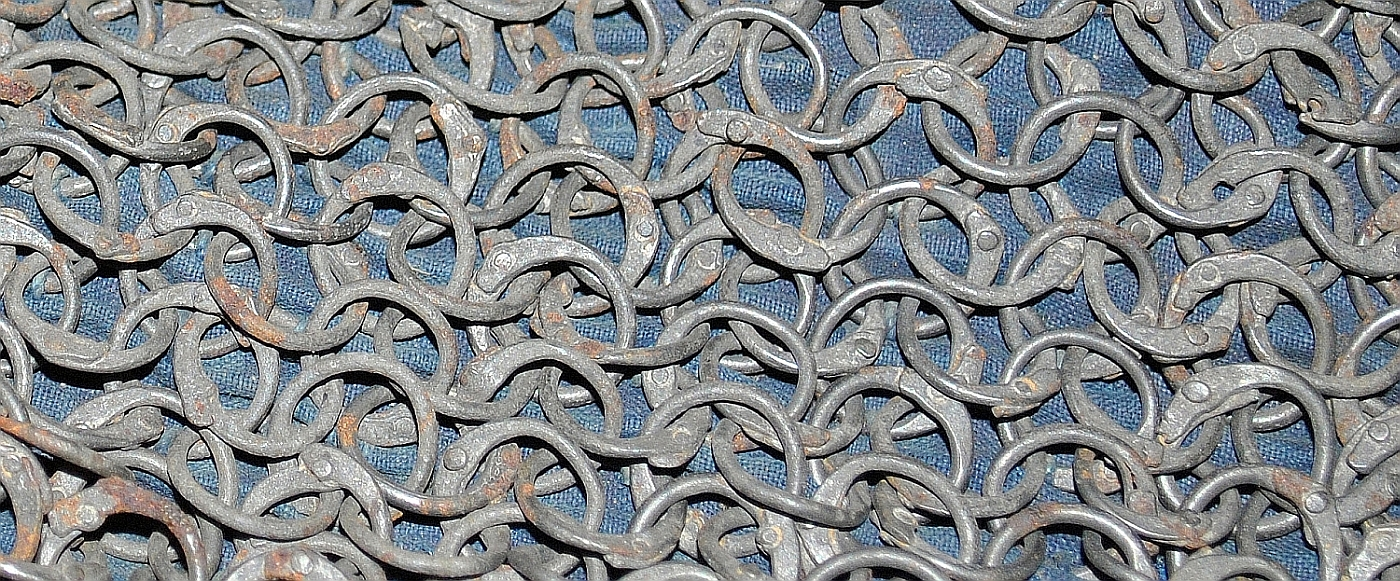
Заклепані кусарі зблизька.

### Поперечні або розрізні/кручені кріплення
Поперечні та розділені (кручені) кріплення складали більшість кріплень кусарі, що використовуються японцями. Поперечне кріплення означає, що кінці торкалися одне одного і не були прикуті або були зробленні кріпленнями, де провід був токарний або скручений два або більше разів. Ці кручені ланки схожі на сучасне роздільне кільце, яке зазвичай використовується на брелках. Виті кріплення завжди з'єднані з центральним стиковим колом. Як стикові, так і кручені кріплення можуть бути використані на одній і тій самій броні, стикові кріплення охоплюють певні ділянки, а кручені — інші ділянки. 

#### Стикові кріплення

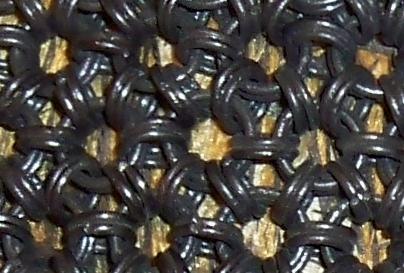
Подвійний кусарі 6 в 1.
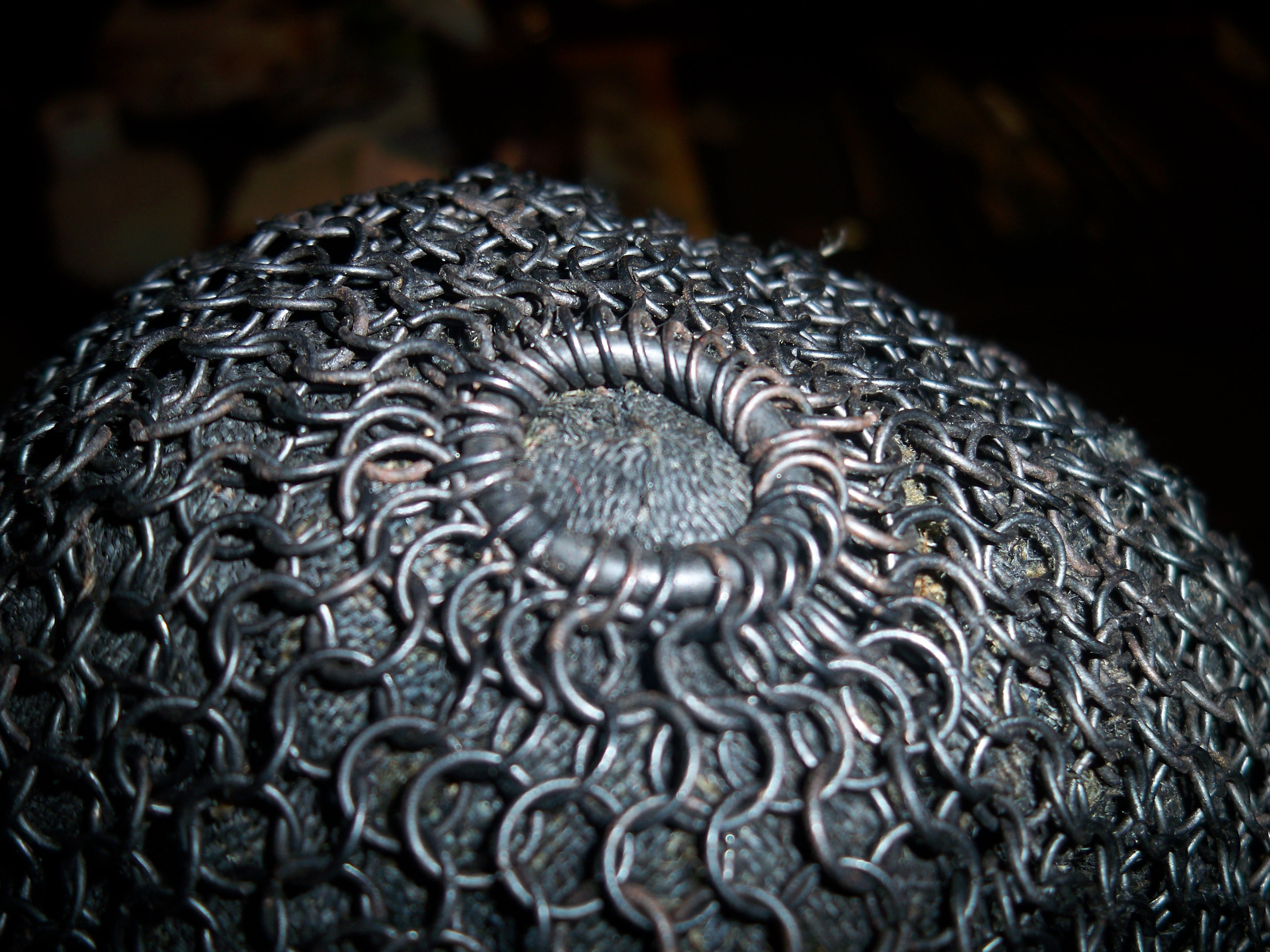
Збільшеним планом подання Кусарі Цукін (капюшон) зі стиковим кріпленням.
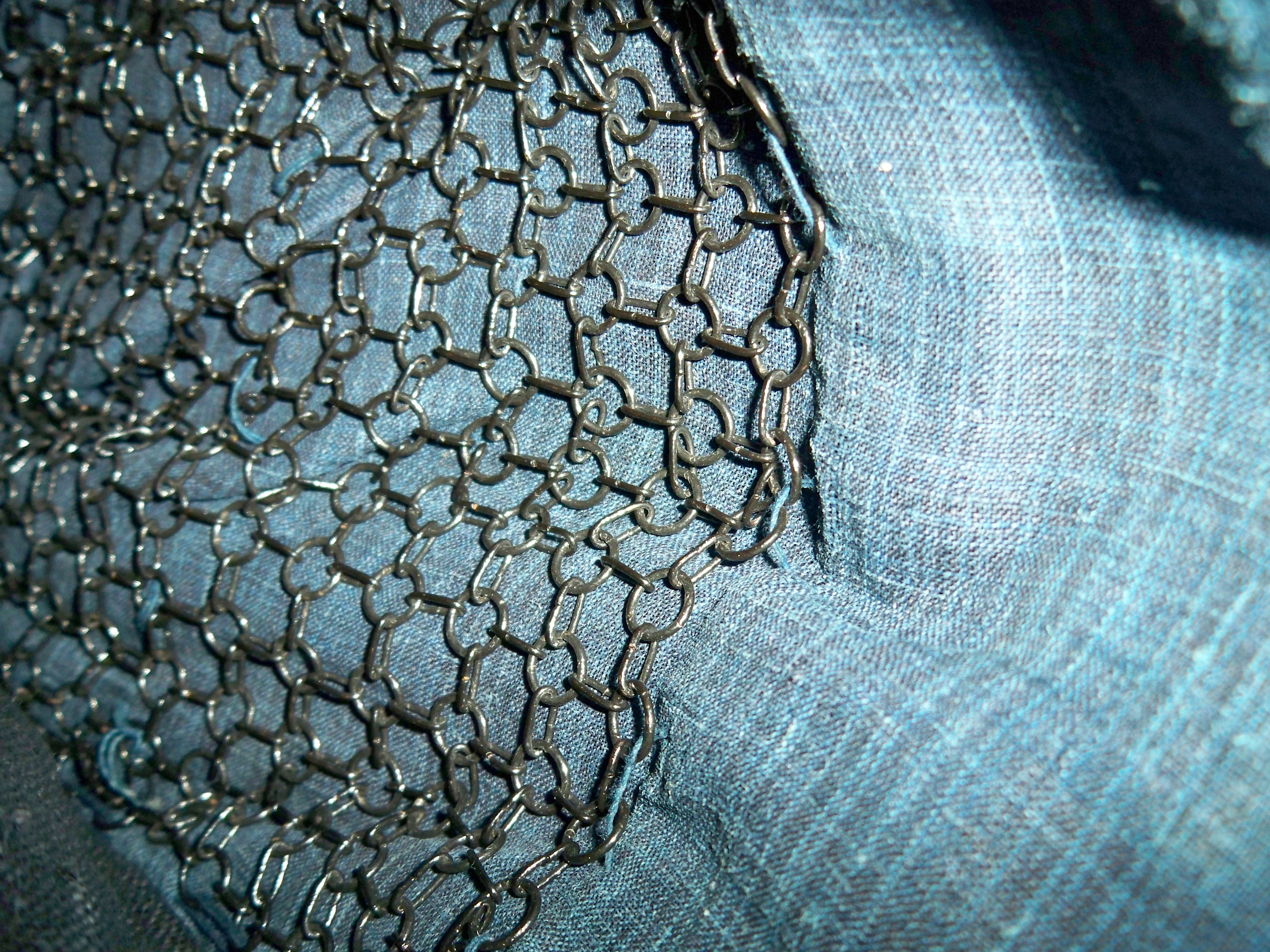
Овальні та круглі зв’язки кусарі в стик, пришиті до тканинної підкладки.

#### Другорядні кріплення

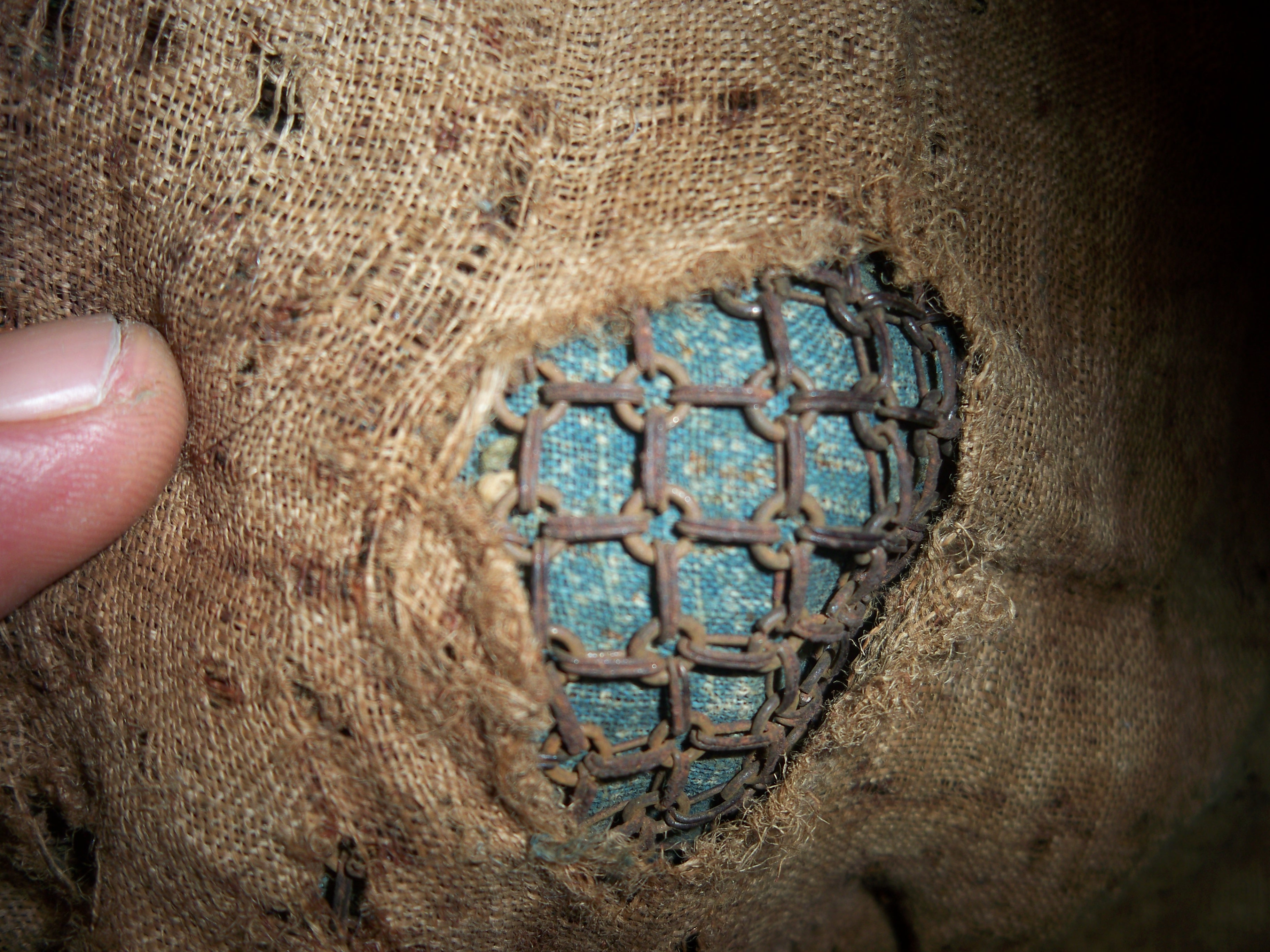
Розділені / кручені зв’язки кусарі, вшиті між шарами тканини.
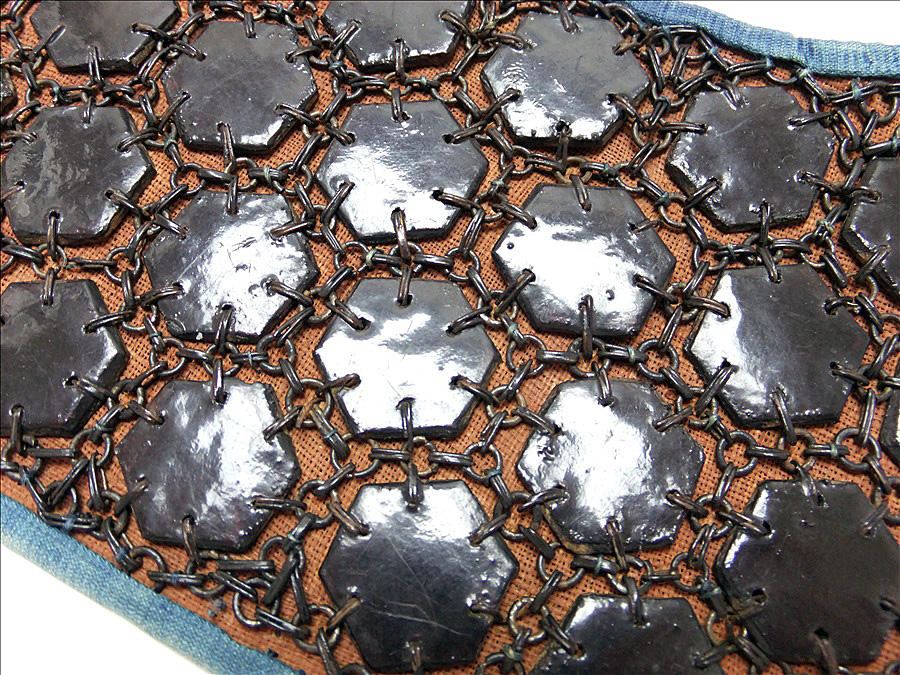
Пластини Кікко, з'єднані розділеними / крученими ланками кусарі.
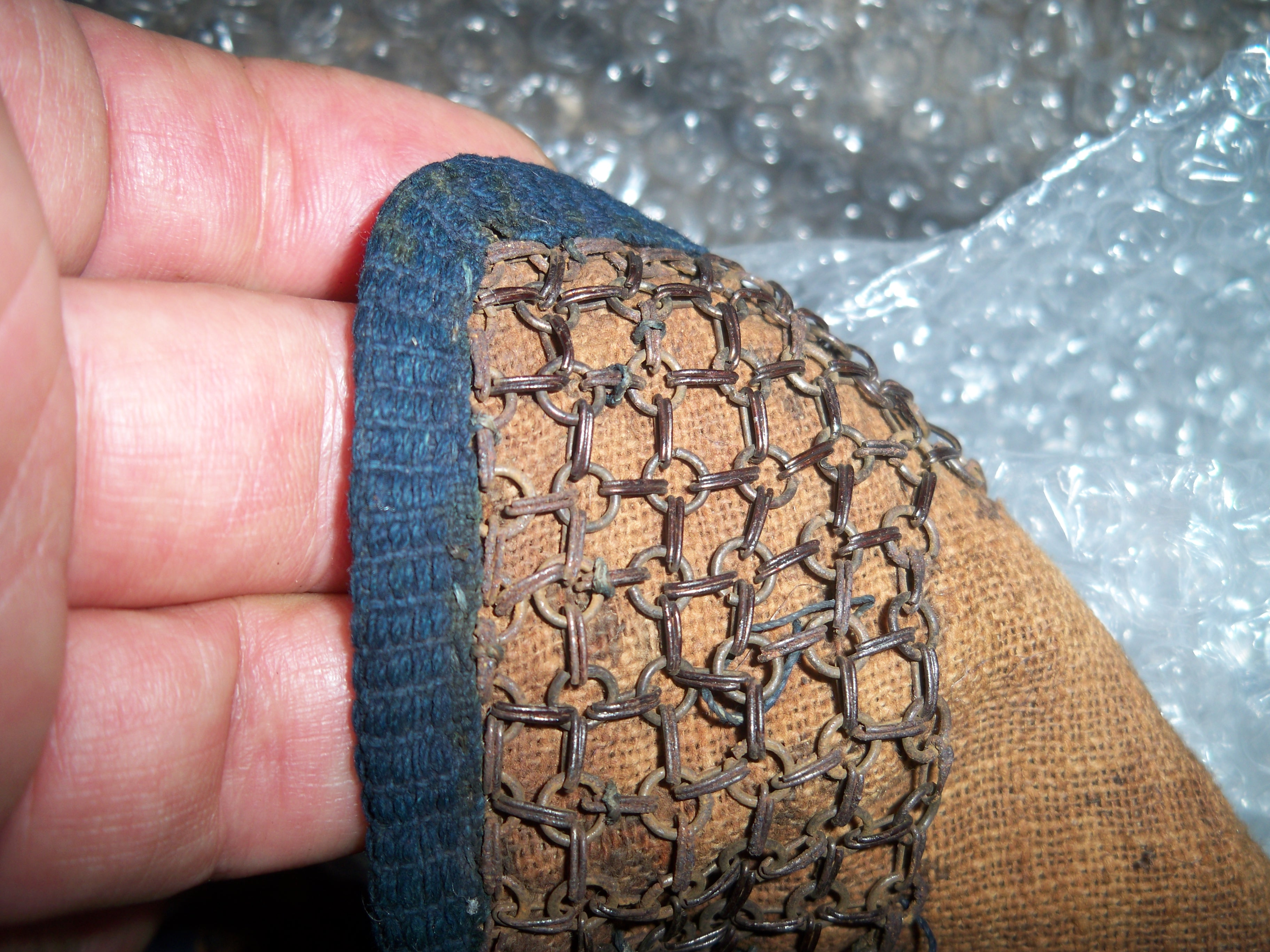
Розділені / кручені посилання.

## Приклади Кусарі
Японська кольчуга зазвичай поєднувалася з броньованими пластинами з сангу (три броні кінцівок), хайдат (броня стегна), сунеат (броня гомілки) і коте (броньовані рукави), ці предмети також могли складатися майже повністю з кусарі (кольчуги). Кусарі також використовувався для з'єднання броньових пластин на багатьох типах татамі. Японську кольчугу також можна використовувати як основну броню для ду/до (грудна броня), для кусазурі (кисті) ду/ду та на соде (плечова броня). Багато типів допоміжних японських обладунків використовували кусарі у своїй конструкції. Кусарі катабіра (куртки з ланцюгової броні) були звичайним предметом броні, а також кусарі зукін (капюшони з ланцюгової броні). Шикоро (броня шиї) з кабуто (шолом) та хачі гане (захисники чола) могли мати кусарі як зв'язувальний захист броні. 

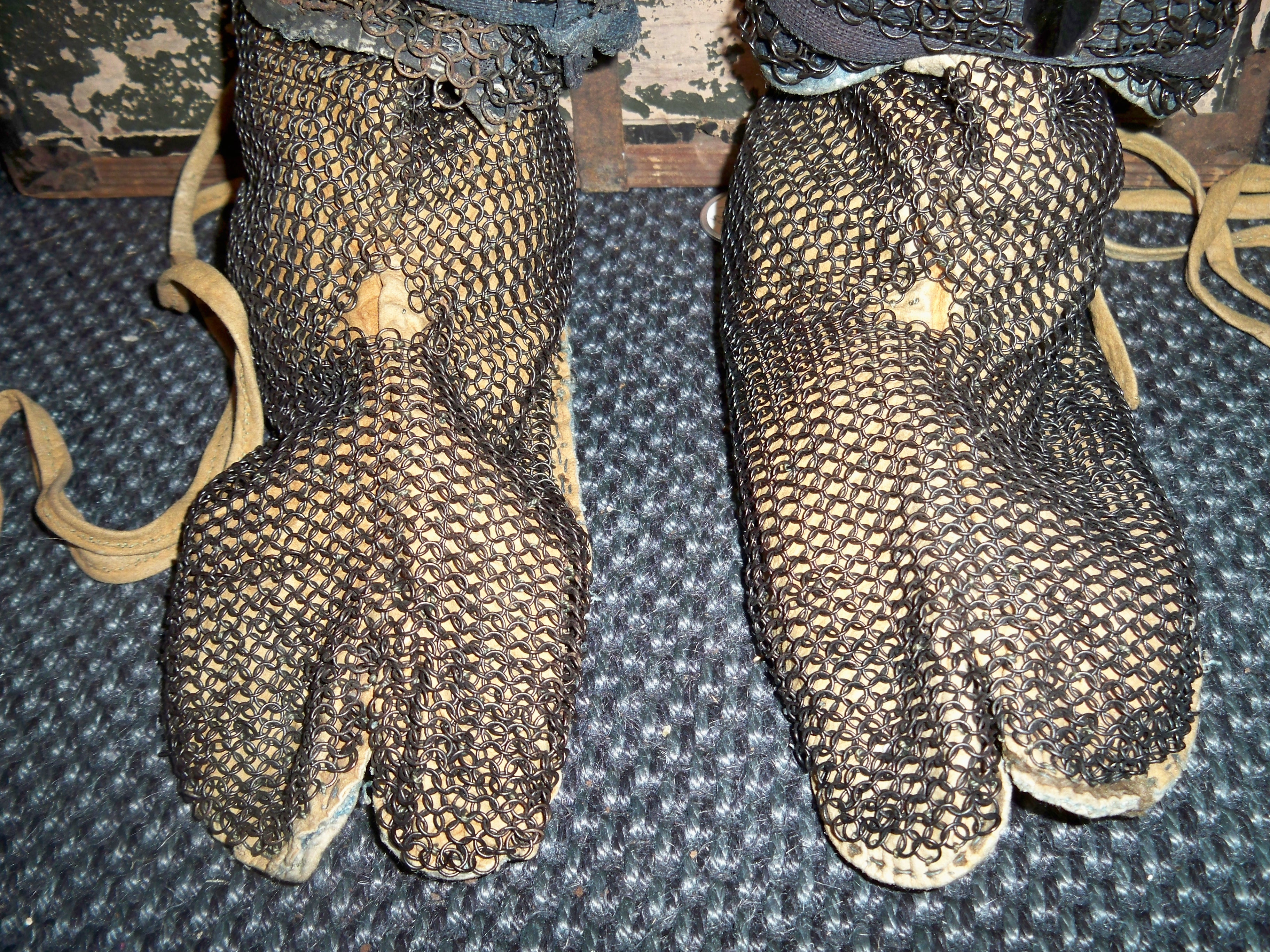
Кусарі табі (ланцюгові панцирні шкарпетки).
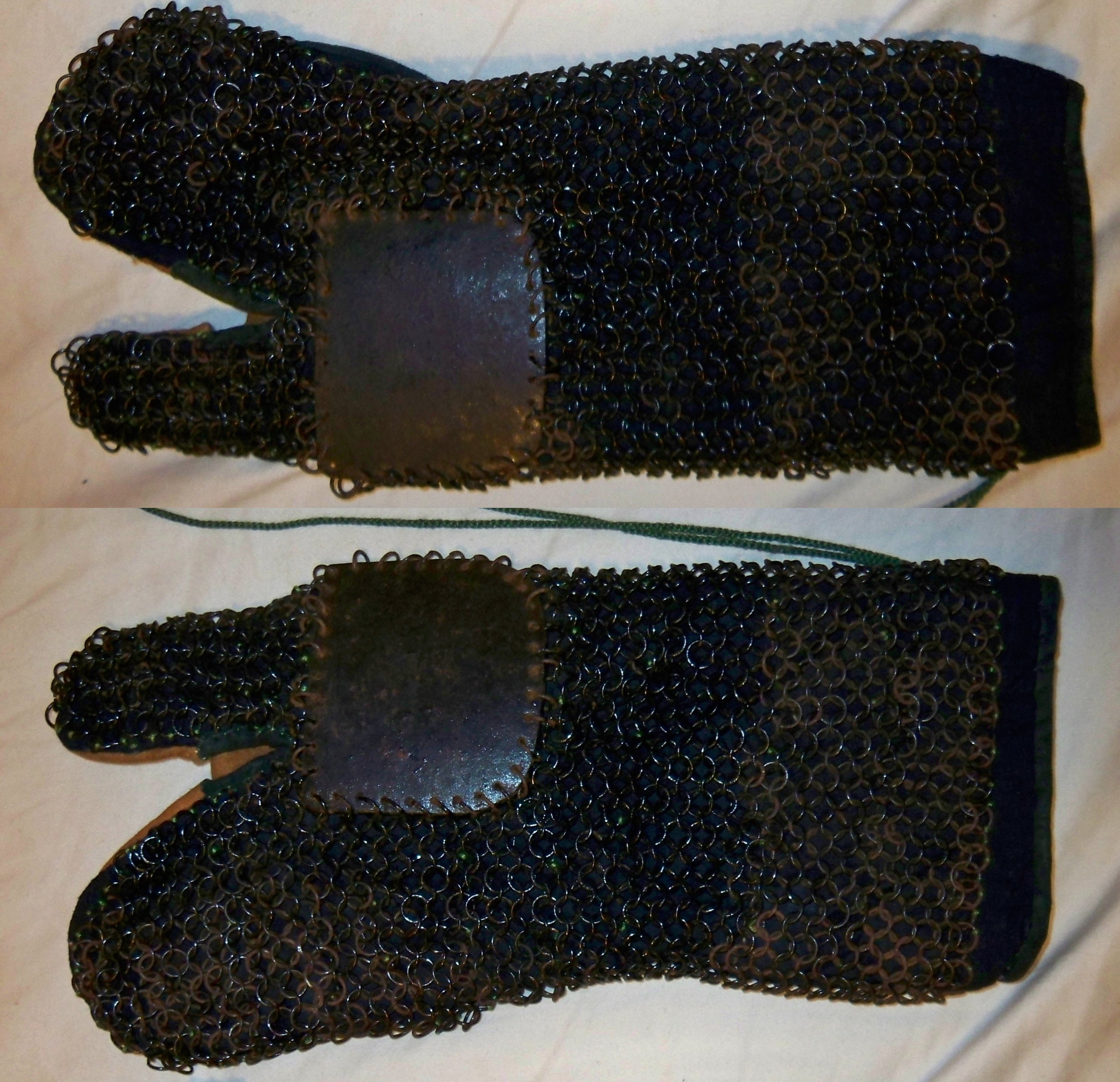
Кусарі хан коте (напіврукави / рукавиці з ланцюгової броні).
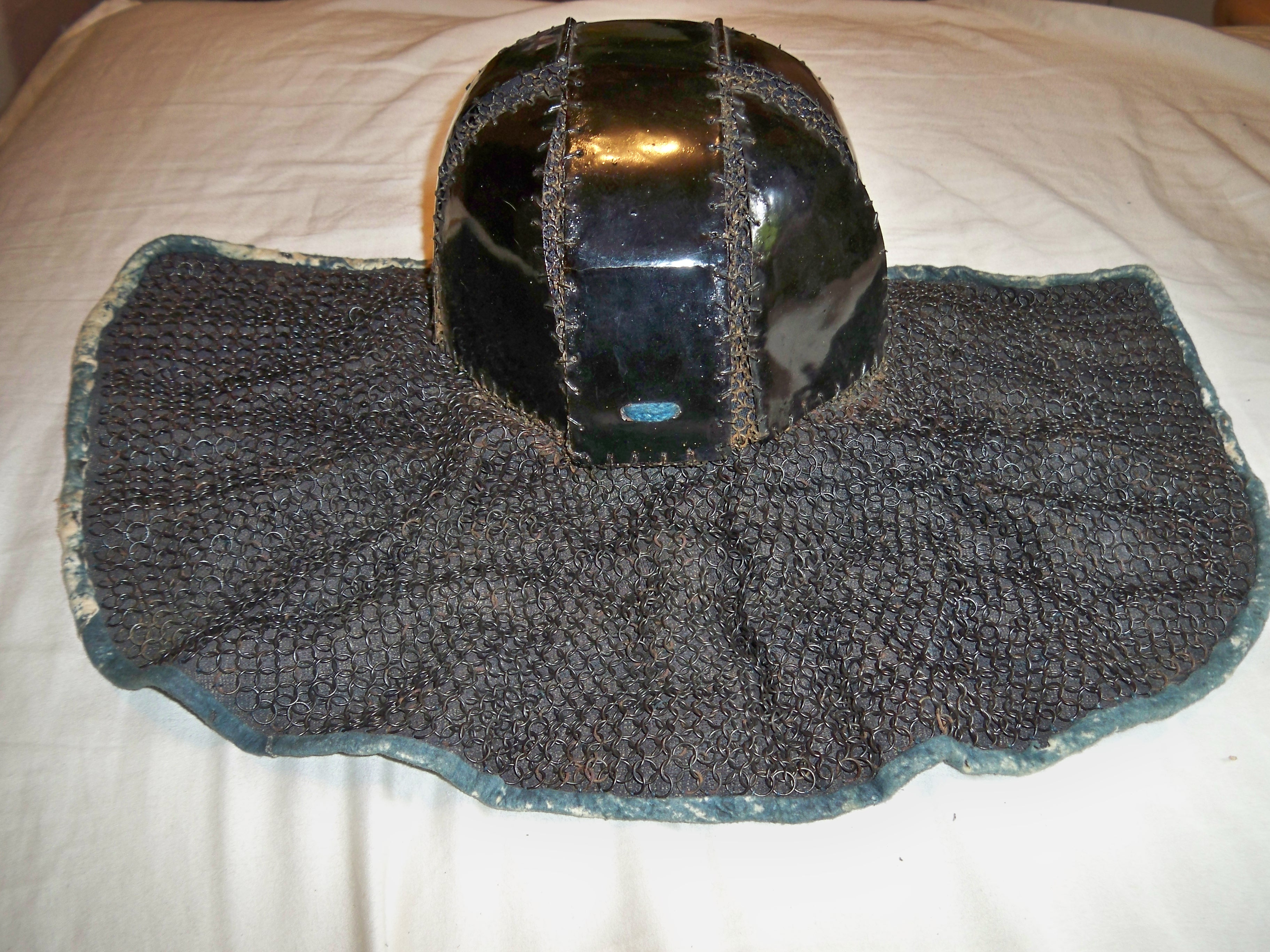
Карута кабуто з кусарі шикоро (ланцюговий бронезахисний шолом).
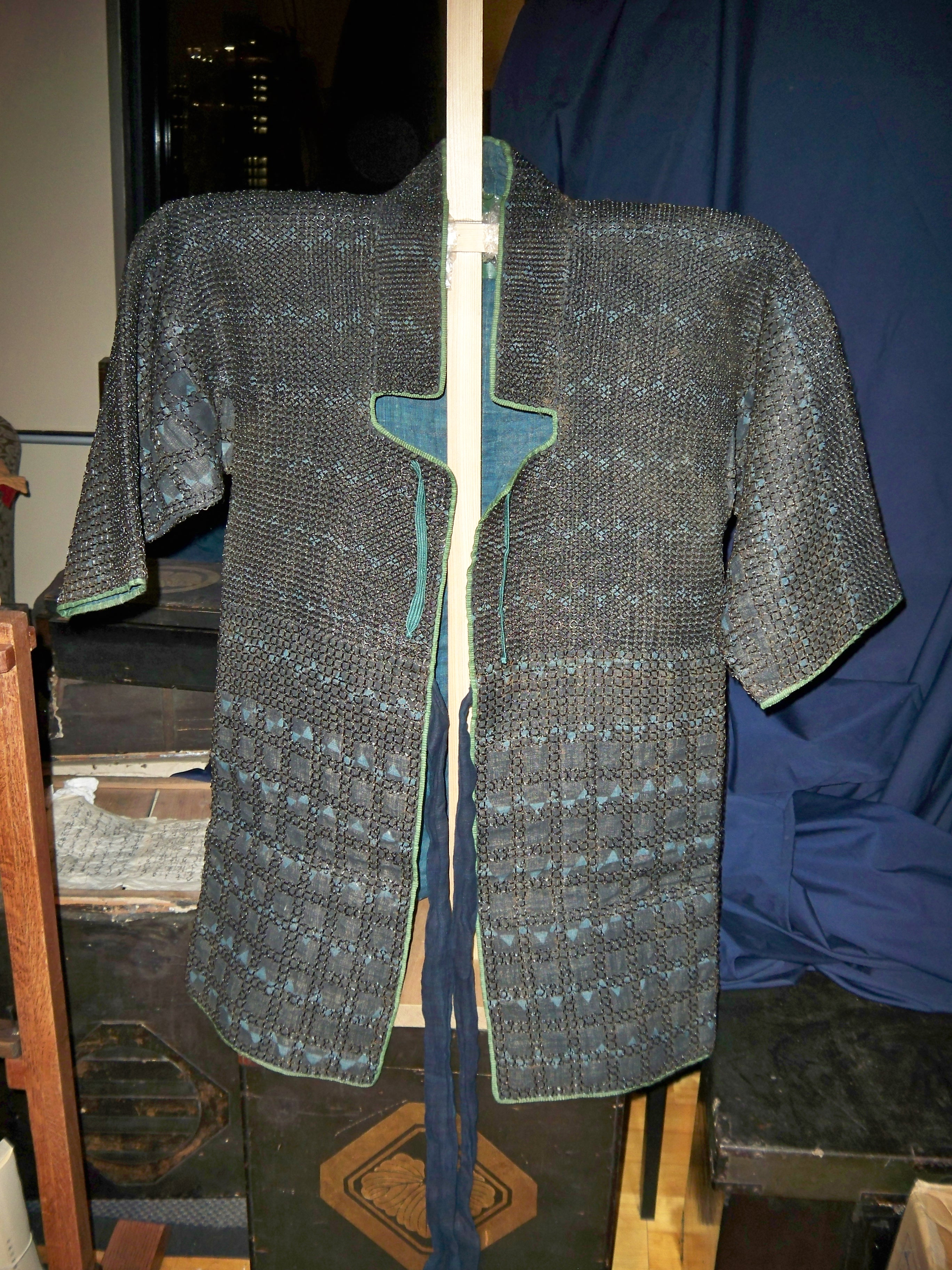
Кусарі катабіра (куртка з ланцюгової броні).
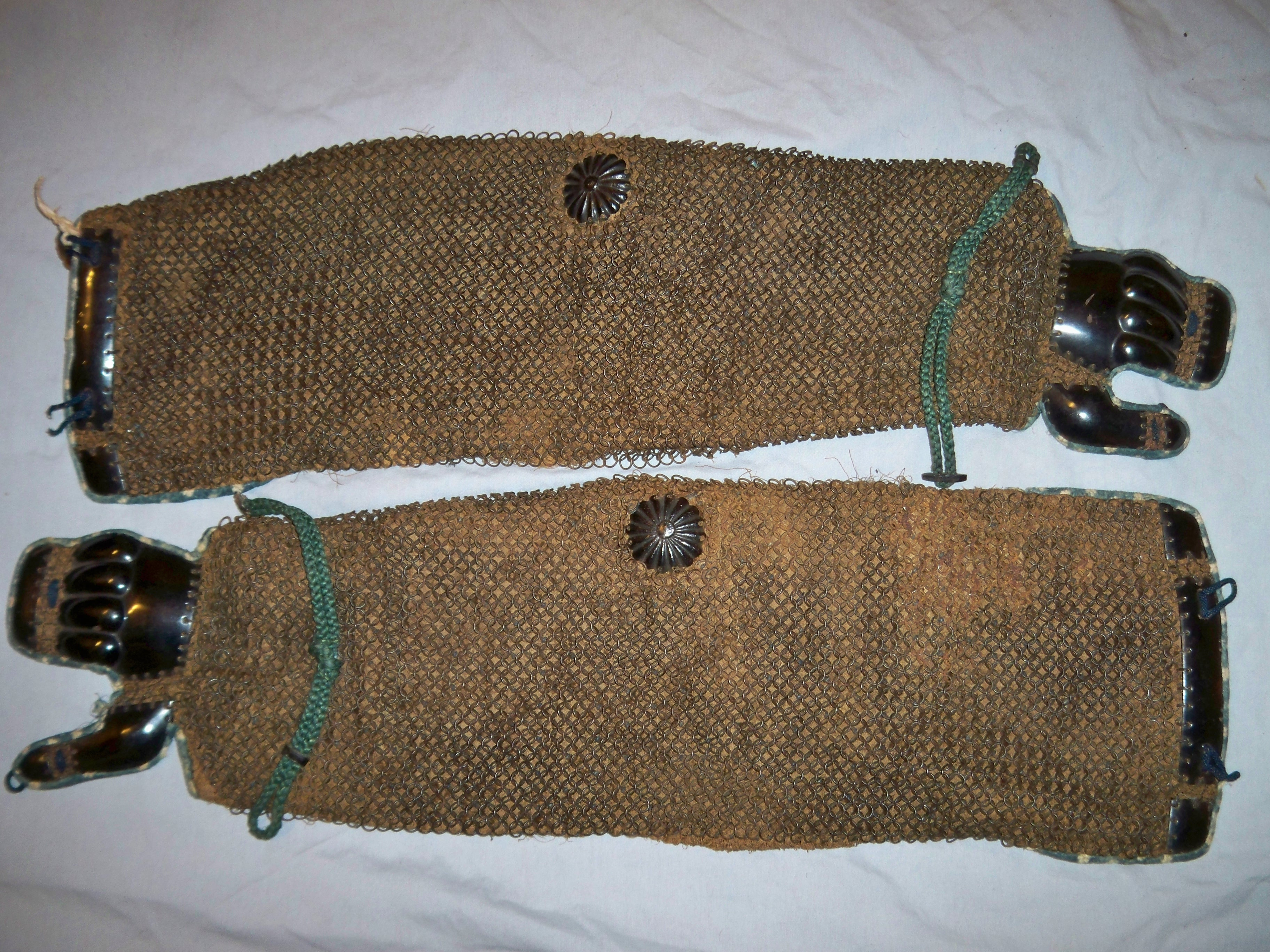
Кусарі коте (рукави з ланцюгової броні).
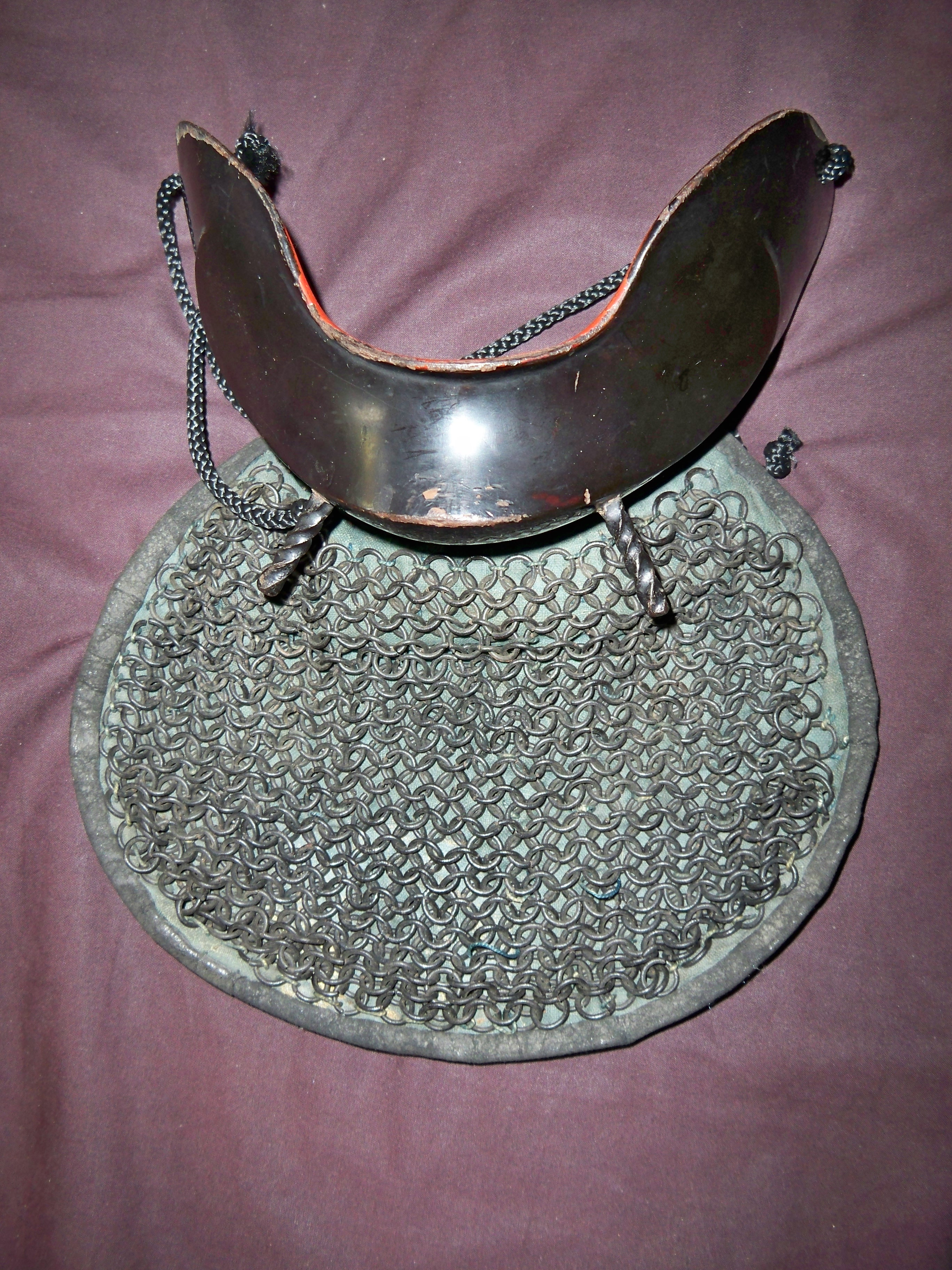
Ханпо (напівмаска) з кусарі йодаре какі (ланцюговий обладунок для горла).
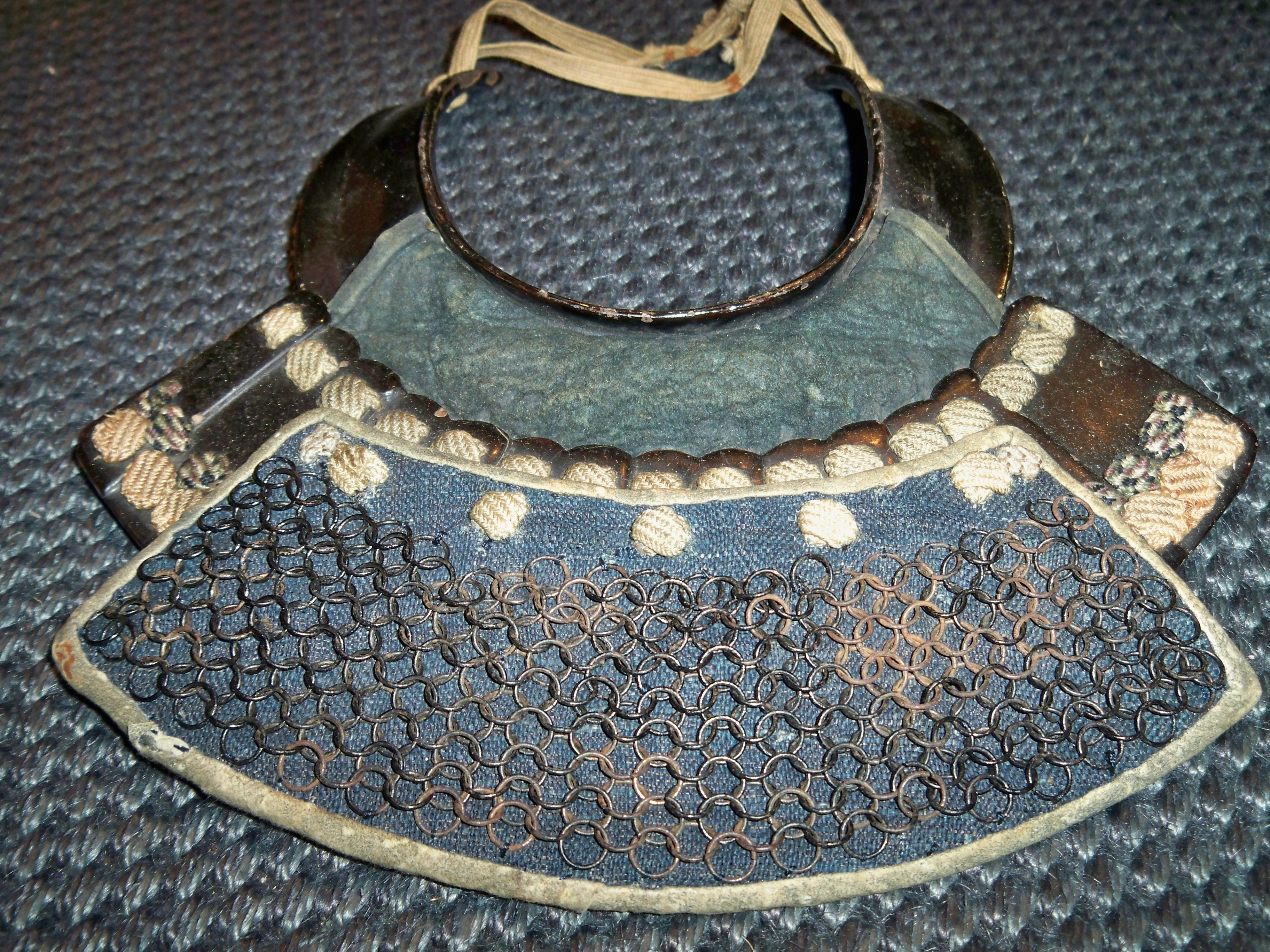
Нодова (охоронець горла) з кусарі.
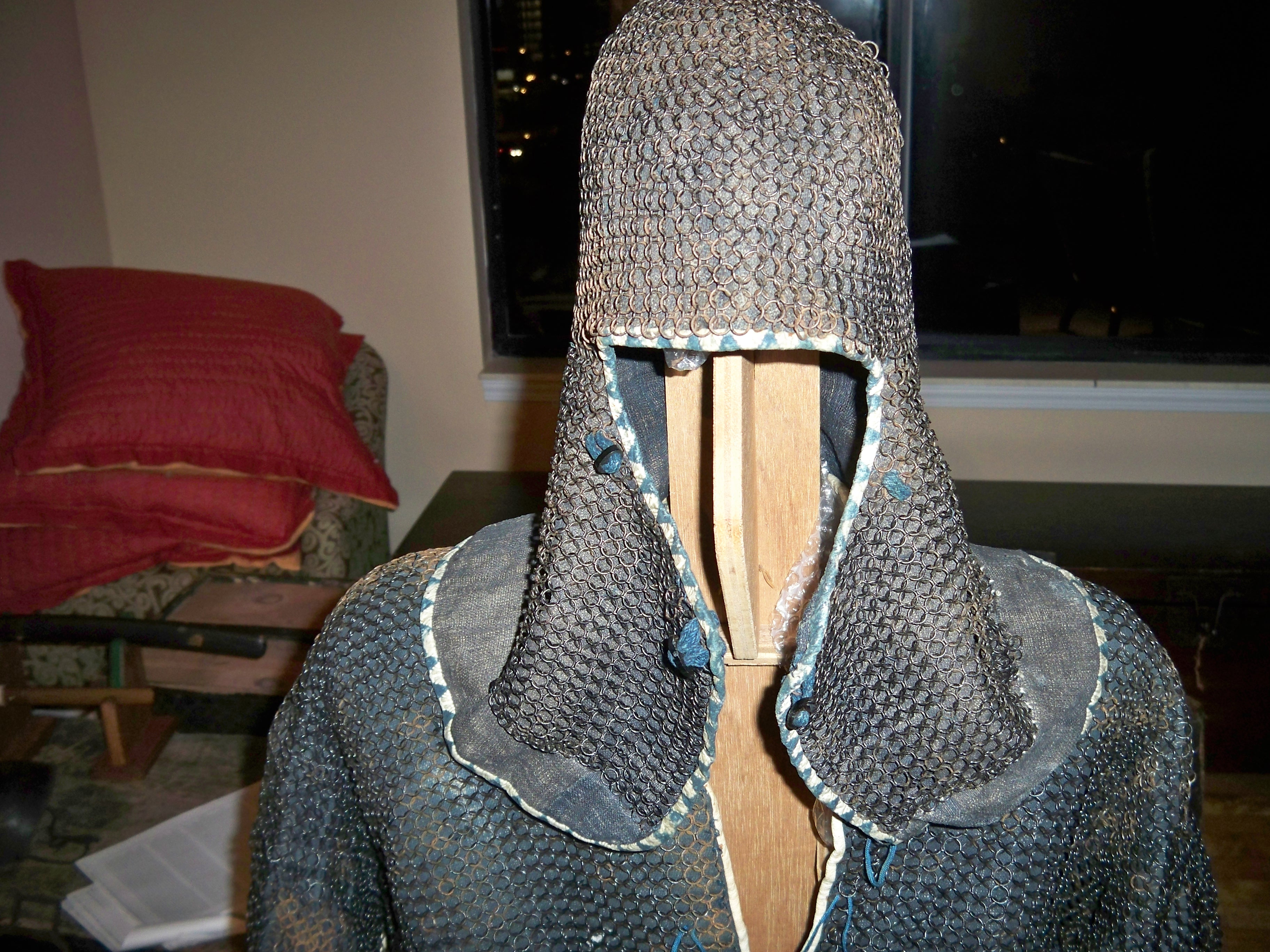
Кусарі цукін (капюшон з ланцюгової броні).

## Зовнішні посилання
- Інтернет-інструкція з японської броні Ентоні Брайанта [Архівовано 16 березня 2022 у Wayback Machine.]